# 江川 (北本市・桶川市)
江川（えがわ）は、埼玉県鴻巣市、北本市および桶川市、上尾市を流れる荒川水系の一級河川。荒川の支流である。江川用排水路とも呼ばれる。

## 地理
埼玉県鴻巣市に源を発し南へ流れる。いくつもの小排水路と合流して次第に流量を増しながら北本市市街地西部、桶川市の大宮台地を侵食した開析谷に沿って流れ、上尾市との境界付近で荒川左岸に合流する。大宮台地を挟み、南北に並行して西側に石川川が流れている。流域は主に水田地域で、埼玉県道33号東松山桶川線より上流域は住宅地となっている。大雨で河川が氾濫した際は下流域を中心に冠水し埼玉県道12号川越栗橋線などが通行止めになり、市域が数日間分断されることがある。流域の標高は8.1 - 9.4 m（T.P.）の低地で、元々は荒川の遊水地的な場所の湿地帯であった。埋め立てなどの土地改良が行なわれている。中流部には関東最大級の集落規模となっているデーノタメ遺跡が所在する。

## 自然

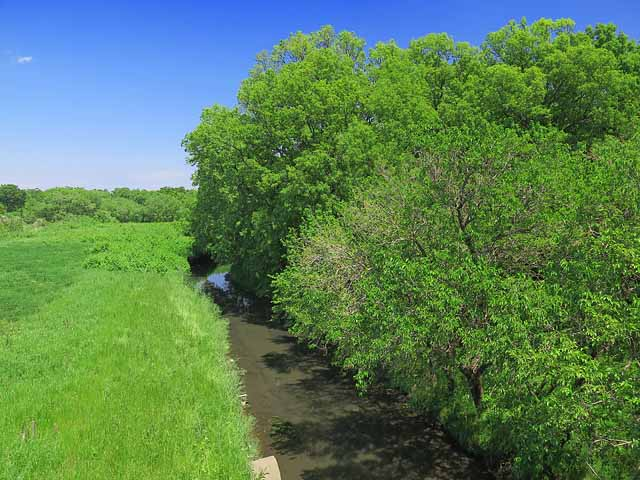
上尾道路橋梁より望む江川沿いに広がる湿地。

江川の下流域は豊かな自然環境が残された地域であり、オオタカやサクラソウをはじめとした湿地性の希少な動植物が生息･生育している。

## 支流
- 逆川（上尾市）

## 橋梁
上流から
- 名称不明（埼玉県道312号下石戸上菖蒲線）
- 榎戸橋（埼玉県道33号東松山桶川線）
- 川田谷高架橋（首都圏中央連絡自動車道）
- 新滝の宮橋（埼玉県道12号川越栗橋線）
- 滝の宮橋（埼玉県道57号さいたま鴻巣線）
- 協和橋
- 名称不明（国道17号上尾道路）
- 宮下樋管

橋は多くあるが、名称のついたものは少ない。